# Англо-французький контингент у Маріуполі

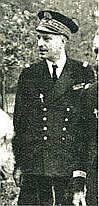

Англо-французький контингент у Маріуполі — вступ збройних сил Французької республіки в місто Маріуполь і його околиці за рішенням керівництва Антанти в 1918 році й супровідні їм переговори з листопада 1918 до січня 1919 року між Донським урядом і французьким командуванням про збільшення французького контингенту в Приазов'ї і розвитку наступальних операцій в район Юзівки і Луганська.

## Історія
Франція у жовтні 1918 р. ініціювала розроблення військовим командуванням Антанти плану військової інтервенції на півдні Росії та в Україні. Інтервенція союзників мала бути спрямована не проти розміщених в Україні й небоєздатних вже австро-німецьких військ, а мала на меті захист країни від більшовицького впливу й надання допомоги антибільшовицьким силам в Росії. Після звісток про Протигетьманське повстання передбачалося також, що висадка в Україні французького десанту перешкодить поширенню „антигромадських і обмежених націоналістичних елементів, які штовхають країну у вир анархії”.
Питання про допомогу Антанти антибільшовицьким силам в Росії й долю України розглядалися на скликаній з ініціативи французьких дипломатів нараді у Яссах, що відбулася 16 – 23 листопада 1918 р. Участь у її роботі взяли представники не лише держав Антанти, але й російські політичні організації. 
Нарада мала неофіційний характер, але її рішення враховувалися французьким керівництвом при організації інтервенції. Про можливість збереження за Україною незалежності на Ясській нараді навіть не йшлося – на одностайну думку переважної більшості присутніх, їй належало увійти до складу Росії. Максимумом, на який Україна могла розраховувати, був автономний статус у складі оновленої Російської федерації. 
Учасники Ясської наради схвалили вироблений союзницьким командуванням план висадки десанту на „півдні Росії”. Інтервенція ж тим часом починалася – 25 листопада флотилія Антанти з французьким десантом на борту (до його складу входили й грецькі підрозділи) причалила до Севастополя, де застала німецькі війська, що мирно готувалися до від`їзду додому. 
6 грудня французькі частини висадилися в Маріуполі, 12 грудня – в Одесі. У зайнятому французами районі негайно розпочалася організація російських білогвардійських формувань.
22 листопада 1918 після відходу німецьких та австрійських військ Маріуполь перейшов під контроль білогвардійців козачий загін полковника Жирова, підтримуваних французькими військовими кораблями. Відразу ж після переходу Маріуполя під контроль донських козаків місцеві представники Антанти вступили в переговори з Донським урядом та керівництвом Добровольчої армії про умови введення союзницьких англо-французьких військ в Донбас. 25 листопада французька делегація висадилася в Маріуполі і по залізниці вирушила на Дон через Таганрог — Ростов-на-Дону — Новочеркаськ.
7 грудня 1918 року до Маріупольському порту висадився десант англо-французьких військ який зайняв місто Маріуполь та околиці.

## Переговори між Доном та Антантою у Новочеркаську
28 грудня 1918 році в Новочеркаськ прибули англійський начальник військової місії на Кавказі, відомий вже нам генерал Пуль, його начальник штабу, полковник Кісс, і з ними три англійських офіцери, і представник генерала Франше-д'Еспере — капітан Бертеллі та лейтенанти Еглоніл і Ерліш. Вони в самих категоричних виразах запевняли Краснова в самій швидкої посилці союзних військ на Донський фронт в тому числі і Донбас Англійської бригади з Батумі й французьких військ.
27 січня 1919 року до Краснову знову прибув начальник Французької місії капітан Келзет. Детально ознайомившись зі станом Донського фронту в Донбасі, капітан Фуке обіцяв :
«завтра ж послати бригаду французької піхоти через Маріуполь в Донецький басейн».
умовою цієї допомоги представник Франції ставив підписання наступного документа, складеного капітаном Фуке: "Ми, представник французького головного командування на Чорному морі, капітан Фуке з одного боку, і Донський Отаман, голова ради міністрів Донського Війська, представники Донського уряду і Круга з іншого, цим засвідчуємо, що з сього числа і надалі:
1. "Ми цілком визнаємо повне і єдине командування над собою генерала Денікіна і його ради міністрів.
2. "Як вищу над собою владу в військовому, політичному, адміністративному і внутрішнє ставлення визнаємо владу французького головнокомандувача генерала тр ан ш е д 'Еспере.
3. "Згідно з переговорами 9 лютого (28 січня ст. стилю) з капітаном Фуке, всі ці питання з'ясовані з ним разом, і що з цього часу всі розпорядження, віддаються Війську, будуть робитися з відома капітана Фуке.
4. «Ми зобов'язуємося всім надбанням Війська Донського заплатити всі збитки французьких громадян, які проживають у вугільному районі» Донець "і де б вони
не знаходилися, і що відбулися внаслідок відсутності порядку в країні, в чому б вони не виражалися, в псуванні машин і пристосувань, у відсутності робочої сили, ми зобов'язані відшкодувати втратили працездатність, а також і сім'ям убитих внаслідок заворушень і заплатити повністю середню прибутковість підприємств з зарахуванням до неї 5-ти відсоткової надбавки за весь той час, коли підприємства ці чомусь не працювали, починаючи з 1914 року, для чого скласти особливу комісію з представників вугільних промисловців і французького консула ..
У той же день Краснов написав нове звернення до французького генерала Франше д 'Еспере, знову нагадував про листопадові і грудневі обіцянки Союзників допомогти військами протівобольшевіцкім фронтах, говорив про вельми скрутному становищі Дона, про відступ Донських армій на 300 верст, просив про надсилання до Луганська тільки трьох-чотирьох союзних батальйонів для моральної підтримки донців і т. д. В цей же час Краснов відправив телеграму Денікуну незабаром послідувала реакція від головнокомандувача Добровольчої армії:
Ніколи не допущу ніякого втручання в наші внутрішні справи і вважаю, що всі питання повинні вирішуватися тільки нами, росіянами, і ніякі чужоземні влади не сміють навіть претендувати на якесь керівництво.
29 січня 1919 капітан Фуке попередив Краснова про те, що допомога Дону не буде надана до тих пір, поки не буде підписано вищенаведену обіцянку. Однак, Дон не міг підписати і не підписав вищенаведених умов, запропонованих представником Франції.